# Sunrise (resorts)
Sunrise Resorts & Cruises is een Egyptische hotelketen die in 2003 is opgericht in samenwerking met Hossam Gouda El Shaer enerzijds en Neckermann en Thomas Cook anderzijds.
In totaal bezit Sunrise 6 resorts in Hurghada en Sharm el-Sheikh en organiseert ze Nijlcruises.